# Lex van de Haterd
Leo Arnoldus Gerrit Joseph (Lex) van de Haterd (Oss, 26 augustus 1954) is neerlandicus, onderzoeker en publicist.
Hij bezocht het St.-Willibrord Gymnasium in Deurne en studeerde daarna Nederlandse taal- en letterkunde aan de Universiteit van Amsterdam. Van 1978 tot 1991 was hij achtereenvolgens docent en schoolleider op het St. Ignatiuscollege in Purmerend. Sinds 1993 publiceert hij over tijdschrift en uitgeverij De Gemeenschap (1925-1941) en over Nederlandse en Vlaamse literaire auteurs en beeldende kunstenaars uit het interbellum. In 2000 werd hij benoemd tot lid van de Maatschappij der Nederlandse Letterkunde te Leiden. In 2008 promoveerde hij aan de Universiteit van Amsterdam op het proefschrift De waarheid hooger dan de leus. Over de beeldvorming rondom tijdschrift en uitgeverij De Gemeenschap 1925-1941, waarmee hij bijdroeg aan de kennisontwikkeling over de gemeenschapszin van kunstenaars in het interbellum.
Van de Haterd was van 1991 tot 1995 rector van 't Hooghe Landt College in Amersfoort; van 1995 tot zijn pensioen op 1 mei 2018 was hij achtereenvolgens lid en voorzitter van de centrale directie en voorzitter van het college van bestuur van scholenkoepel Meridiaan College in Amersfoort. Sinds 2008 is hij lekenvoorganger in de Sint-Franciscus Xaveriuskerk in dezelfde stad en van 2019-2024 daarnaast uitvaartvoorganger voor de parochie Onze Lieve Vrouw van Amersfoort aldaar. Van januari 2016 tot januari 2021 was hij (onbezoldigd) conservator van Museum De Wieger in Deurne. Sinds 2018 is hij bestuursvoorzitter van Stichting De Belevenisfabriek (theatergroep) en sinds 2020 vervult hij dezelfde functie bij Landelijk Kunstenaars Genootschap de Ploegh. Van 2016 tot 2023 was hij voorzitter van het bestuur en aansluitend van de raad van toezicht van de Stichting G1000.nu. 
Samen met zijn echtgenote Leonie verzamelt hij moderne en hedendaagse kunst. Een representatieve selectie uit hun verzameling was in 2010 te zien in Museum Flehite in Amersfoort en in 2020 in Museum De Wieger in Deurne.   

## Onderscheidingen
- Op 29 april 2010 werd Van de Haterd benoemd tot ridder in de Orde van Oranje-Nassau vanwege 40 jaar vrijwilligerswerk op het gebied van onderwijs, wetenschap, cultuur en religie.
- Van de gemeente Amersfoort ontving hij op 28 september 2013 de Sint-Jorispenning voor zijn grote bijdrage aan de kunst en cultuur in de stad en de vastlegging van de geschiedenis hiervan.
- Burgemeester en wethouders van de gemeente Deurne onderscheidden hem op 18 juli 2021 met de Legpenning in zilver uit waardering voor zijn grote bijdrage aan het culturele klimaat in Deurne.

## Publicaties
- Oscar Voch, Fotokunst - Photo Art, Amersfoort 2024
- Amersfoort & De Literatuur, Bekking & Blitz, Amersfoort 2024
- Amoro, Martijn Doolaard, Uitgeverij Voetnoot, Antwerpen 2023
- Graphic Adventures, Henrik Barends: rebels en onbegrensd, Uitgeverij Voetnoot, Antwerpen 2023
- Van Armando tot Zadkine. Collectie Lex en Leonie van de Haterd, Museum De Wieger, Deurne 2020
- De Gemeenschap en het modernisme, Uitgeverij Uit het lood, Leiden 2020
- Alsof zijn hand spreekt. Ko van Velsen kunstenaar, Almere 2020
- 75 jaar LKG De Ploegh, Amersfoort 2020
- De Wieger. De man, zijn huis en de collectie, Herziene en uitgebreide uitgave, Museum De Wieger, Deurne 2019
- Wortels en vleugels. Veertig jaar persoonlijke onderwijsgeschiedenis 1978-2018, Meridiaan College, Amersfoort 2018
- De Judaskus. Vriendschap en verraad van Joep Nicolas en Hendrik Wiegersma, Museum De Wieger, Deurne 2017
- Ger de Joode. Leven en werk van een geometrisch beeldend kunstenaar, Amersfoort 2016
- Ossip Zadkine en Hendrik Wiegersma. Een vriendschap, Museum De Wieger, Deurne 2016
- De Wieger. De man, zijn huis en de collectie, Museum De Wieger, Deurne 2016
- Riky van Lint, Sculptuur in brons 2007-2015, Amersfoort 2015
- Jan Engelman en Hendrik Wiegersma, een vriendschap tussen twee verzamelaars, Museum De Wieger, Deurne 2014
- Palet van de 20ste eeuw. Honderd jaar beeldende kunst in Amersfoort, Uitgeverij Bekking, Amersfoort 2013
- Goed licht! 75 jaar geschiedenis van Fotokring Eemland 1936-2011, Fotokring Eemland, Amersfoort 2011
- De Waarheid hooger dan de leus. Over de beeldvorming rondom tijdschrift en uitgeverij De Gemeenschap 1925-1941, Uitgeverij In de Knipscheer, Haarlem 2008[2]
- Riky van Lint, Sculptuur in brons, Amersfoort 2007
- Om hart en vurigheid. Over schrijvers en kunstenaars van tijdschrift en uitgeverij De Gemeenschap 1925-1941, Uitgeverij In de Knipscheer, Haarlem 2004[3]
- Bloemen in het zand. Pieter Wiegersma - een oeuvre, Uitgeverij In de Knipscheer, Haarlem 2000

- Digitale Bibliotheek voor de Nederlandse Letteren: hate002
- Gemeinsame Normdatei: 137508077
- International Standard Name Identifier: 0000 0000 7882 5361
- Library of Congress Control Number: n2002028447
- Nederlandse Thesaurus van Auteursnamen: 141625619
- Système universitaire de documentation: 17924003X
- Virtual International Authority File: 14126792
- WorldCat: E39PBJcC3WCYMMrXfBGjF4TvHC